# Heinrich Dannmeier
Heinrich Dannmeier (* 13. November 1852 in Sievershütten; † 30. Juni 1937 in Kiel) war ein deutscher Biologe und Schulrektor.

## Leben
Dannmeier war Mitarbeiter des Kieler Universitätsprofessors Karl August Möbius. Der Biologe und Pädagoge Friedrich Junge war sein Freund und Schwager. Dannmeier war einer der Initiatoren für die Gründung des Vereins „Die Heimat“, der die gleichnamige Zeitschrift herausgab. Von 1890 bis 1896 war Dannmeier Schriftleiter der Zeitschrift.
Dannmeier arbeitete daneben in der Kieler „Gesellschaft freiwilliger Armenfreunde“ und engagierte sich im Kampf gegen Alkoholismus. Mit über 70 Jahren wurde Dannmeier auch Stadtverordneter in Kiel.

## Veröffentlichungen
- mit Heinrich Meyer: Obst gegen Alkohol: Vortrag. In: Aus unserer Mäßigkeitsarbeit: gesammelte Vorträge (1896), Heft 4.
- Die Aufgaben der Schule im Kampf gegen den Alkoholismus: Vortrag gehalten auf der amtlichen Kreislehrerkonferenz des Stadt-Kreises Kiel am 16. Dez. 1902. Beyer, Langensalza 1903
- (Friedrich Mann's pädagogisches Magazin; 211).
- Kind und Alkohol. Verlag Deutschlands Großloge, Hamburg ca. 1910.
- Erziehung durch Arbeit: ein Reisebericht an das Kuratorium der Schleswig-Holsteinischen Diesterweg-Stiftung. Lipsius & Tischer, Kiel 1911.
- Der Kampf gegen den Alkohol: eine Lichtbilderreihe. Benzinger, Stuttgart 1911 (Texthefte zu Benzingers Sammlung von Lichtbildern).
- Der Kampf gegen den Alkohol eine staatsbürgerliche Pflicht: ein im Jahr 1912 gehaltener Vortrag. J. M. Hansen, Preetz 1915.